# Catophractes
Catophractes é um género botânico pertencente à família Bignoniaceae, encontrado nas regiões tropicais da África.

## Espécies
- Catophractes alexandri
- Catophractes brevispinosus
- Catophractes kolbeana
- Catophractes welwitschii

## Nome e referências
Catophractes David Don